# Nakajin
Nakajin（なかじん、1985年〈昭和60年〉10月22日 - ）は、日本のミュージシャン。本名および旧称は中島 真一（なかしま しんいち）。A型。4人組音楽バンド・SEKAI NO OWARIのメンバー。東京都大田区出身。

## 概要
性格はSaori曰く「真面目でストイック」。
幼稚園から小学生までピアノを習っていた。また、小学校・中学校で野球部に、高校と大学ではバレーボール部に所属していた。
中学1年生の時にゆずの影響で、物置の中にあった父のアコースティック・ギターを始める。『ゆずえん』の教則本を購入してチューニングやコードを学んでいった。最初に弾けるようになった楽曲は、ゆずの「友達の唄」で、当時はギタリストというより弾き語りに魅了されていた。
國學院高等学校進学後はオフスプリング、グリーン・デイ、ブリンク 182、Hi-STANDARD、SNAIL RAMPなどのメロコアを聴き、エレクトリックギターを始める。特にHi-STANDARDのギタリストである横山健に憧れていた。隣人の母方の叔母が所有していたフェンダー・ジャガーを借りて練習、後に叔母の都合で1987年製のフェンダー・テレキャスターと交換する。　
好きな食べ物はラーメン。ラーメン好きが高じて、2013年と2014年の東京ラーメンショーにトークゲストとして出演している。
ラジオが大好きで、中学生のときに自分の部屋を与えられてから部屋ではラジオをつけていることが多い。アマチュア無線の資格を持っている。
2019年4月6日の「The Colors」長野公演のMCにて本名が「なかじま」ではなく「なかしま」であると公表した。
バンド・SEKAI NO OWARIでは2013年よりリーダーを務め、主にギター、作詞、作曲、編曲、サウンドプロデュース、プログラミングを担当している。レコーディングではギターの他、コーラス、ベース、シンセサイザー、プログラミング、パーカッション、マンドリン、バンジョー、ブズーキ、カリンバ、三味線、グロッケンシュピールを演奏することもあるほか、テレビ番組では産休中のSaoriに代わりピアノを演奏することもあるなどマルチプレイヤーである。また、「TONIGHT」「炎の戦士」「Goodbye」「ドッペルゲンガー」「カレイドスコープ」「正夢」ではリードボーカルも担当している。
ギタリストとしてよりも楽曲至上主義の考え方を持っている。初期の頃はギターを何とか差し込んで自身の居場所を作ろうとする気持ちが強かったが、中期以降はギターを求めていない楽曲に無理矢理入れようとしなくなったという。ギターを入れることで曲が際立つのならば入れるが、中途半端な気持ちで何となく入れるのはやめようと思ったという。例として「夜桜」と「千夜一夜物語」では両曲を編曲した斎藤ネコの世界観を重視した上でレコーディングで楽器を演奏していない。

### ソロ活動
2024年からは、DJ・プロデューサーとしてソロプロジェクトの活動をスタート。同年2月にはプロジェクトとして初の作品となる、自身がリミックスを担当したトゥー・ドア・シネマ・クラブの楽曲『Sure Enough (Nakajin Remix)』の配信がスタートした。2025年2月にはILLITに楽曲「Almond Chocolate」をPdoggとタッグを組み提供。同楽曲は累積再生数5000万回を超えヒットを記録している。
2025年7月には、本格的な活動をスタートすることを発表。同月11日には初のオリジナル楽曲「TOKYO」をリリースする予定。

### 私生活
2017年1月12日に、4年前から交際していた一般女性との婚約を発表。2019年4月には第一子の誕生を、2023年12月には第二子の誕生を発表した。

## ディスコグラフィ

### シングル
| #   | 発売日        | タイトル | 順位 |
| --- | ------------- | -------- | ---- |
| 1st | 2025年7月11日 | TOKYO    | TBA  |

### 参加楽曲
| 発売日        | タイトル                                    | アーティスト                 | 担当       |
| ------------- | ------------------------------------------- | ---------------------------- | ---------- |
| 2011年6月22日 | カロン (中島真一 from SEKAI NO OWARI remix) | ねごと                       | リミックス |
| 2022年8月19日 | Baby (feat. MARINA & Luis Fonsi)            | Clean Bandit                 | ギター     |
| 2022年8月26日 | 堂々廻 (feat.Nakajin)                       | idom                         | ギター     |
| 2024年2月15日 | Sure Enough (Nakajin Remix)                 | トゥー・ドア・シネマ・クラブ | リミックス |

### 提供楽曲
| 発売日        | タイトル           | アーティスト                 | 担当       |
| ------------- | ------------------ | ---------------------------- | ---------- |
| 2013年6月12日 | 涙の答え           | 関ジャニ∞                    | 作曲       |
| 2013年9月11日 | パレード           | 山下智久                     | 作曲       |
| 2019年5月27日 | 星のファンファーレ | 新しい地図 join ミュージック | 作詞・作曲 |
| 2024年2月14日 | Almond Chocolate   | ILLIT                        | 作曲       |

## 使用機材

### エレクトリック・ギター
- Gibson Les Paul Gold Top
  - レスポールが欲しくて22歳の頃に購入したギター。『EARTH』のレコーディングやライブで使用された。
- Gibson SG Standard
  - 最も使用頻度の高いメインギター。「青い太陽」「スターライトパレード」「幻の命」「インスタントラジオ」で使用された。
- Gibson ES-335
  - サンバーストとレッドの2本を所有している。「Love the warz」「虹色の戦争」で使用された。
- Sadowsky ストラトタイプ
  - SGと並んで使用頻度の高いギター。正式名称は不明。「broken bone」「RPG」「不死鳥」で使用された。
- Paul Reed Smith SE Custom 24 7-Strings
  - 7弦ギター。1st配信デジタルシングル「Death Disco」で使用された。
- Fender American Vintage ’62 Jazzmaster
  - 62年製のリイシューモデル。ピックガードやプラスチックのパーツが全て黒に統一されている。「PLAY」「ファンタジー」「Fight Music」で使用された。

### アコースティック・ギター
- Gibson J-45
  - ライブでは主に弾き語りで使用される。
- Taylor NAMM12BTO GACE-Maple
  - 「銀河街の悪夢」「Death Disco」で使用された。
- Republic Duolian
  - 「炎と森のカーニバル」「Dragon Night」で使用されたリゾネーター・ギター。
- GUILD JF30-12BLD
  - 「マーメイドラプソディー」で使用された。

## 出演

### 映画
- 共に生きる 書家金澤翔子（2023年6月2日）[16]

### イベント
- 東京ラーメンショー 2013（2013年11月20日）
- 東京ラーメンショー 2014（2014年10月31日）

### ラジオ
- Walkin’Talkin’ -徒然ダイアローグ-（2016年12月4日 - 12月25日、FM802）[17]
- WOW MUSIC（2022年3月25日、J-WAVE）[18]